# Katty Kay
Katherine "Katty" Kay (Wallingford, 14 de novembro de 1964) é uma jornalista e escritora britânica. Ela é a atual apresentadora do telejornal BBC World News America.  Kay escreveu dois livros.